# Sankt Bartholomä
Sankt Bartholomä è un comune austriaco di 1 378 abitanti nel distretto di Graz-Umgebung, in Stiria.